# Prybużża
Prybużża (biał. Прыбужжа, ros. Прибужье) – przystanek kolejowy w miejscowości Skoki, w rejonie brzeskim, w obwodzie brzeskim, na Białorusi. Leży na linii Brześć – Białystok.